# 安井潤一郎
安井 潤一郎（やすい じゅんいちろう、1950年2月19日 - ）は、日本の政治家、実業家。元衆議院議員（1期）。
食料品スーパー稲毛屋元店主．NPO法人「東京いのちのポータルサイト」理事（前理事長）、「早稲田いのちのまちづくり実行委員会」実行委員長、日本ブラジリアン柔術連盟顧問（初代）を歴任。

## 人物
東京都新宿区で精肉店の長男として生まれる。早稲田高校を卒業後、早稲田大学社会科学部に進学し、4年次まで在籍したものの中退。1972年に家業の（株）稲毛屋に入社。1981年の父親の死去により社長に就任。小泉チルドレンの一人にあげられる。
2005年、第44回衆議院議員総選挙の東京比例ブロック自由民主党名簿に登載され、自民党が小選挙区で圧勝したため、衆議院議員に当選。商店会長現職として初の衆議院議員になる。出馬時に理事長職を退任し、現在は理事。2008年3月には議員連盟「商店街を蘇らせる行動政策研究会」(通称：あきんど議連)を立ち上げた。
2009年の第45回衆議院議員総選挙で落選。2010年7月、第22回参議院議員通常選挙に自由民主党比例代表から出馬するも落選。
2011年3月11日の東日本大震災に際し、3月14日に赤ちゃん一時避難プロジェクトを立ち上げ、新潟県湯沢町との連携のもと、被災した多数の乳幼児、家族を湯沢町のホテル「エンゼルグランディア越後中里」に避難させる活動を実施。
2012年12月、NPO法人地域通貨協議会理事長に就任。

## 政策
- 毎日新聞2010年参院選候補者アンケートでは「選択的夫婦別姓制度」に対し「反対」と回答した[3]。
- 金融機関からの借入れに際し取られていた第三者の連帯保証人制度の存在により自殺者が多数出ていた為、これを廃止することに尽力し成功した。

## 発言
- 「シャッター商店街に同情する人は多いがそれは間違いだ。シャッターを閉めた人が悪いんだ。」と発言した[4]。